# Fuji T-7
Il T-7 è un aereo da addestramento basico ad ala bassa e con un abitacolo a 2 posti in tandem, progettato e prodotto dall'azienda aeronautica giapponese Fuji Heavy Industries. Viene impiegato anche per il volo strumentale e acrobatico.

## Storia del progetto
Il T-7 nasce in risposta ad una specifica emessa verso la fine degli anni novanta dalla Kōkū Jieitai (la forza aerea nipponica), in cerca di un nuovo aereo da addestramento basico in grado di sostituire gli anziani Fuji T-3 nell'addestramento al volo primario, strumentale e acrobatico dei giovani piloti militari.
La Fuji Heavy Industries sviluppò il nuovo trainer basico basandosi sull'esperienza accumulata con il T-3. Infatti l'architettura del T-7 ricalca quella del suo predecessore ad eccezione della nuova deriva a freccia e del motore; il vecchio motore a pistoni Lycoming IGSO-480 fu rimpiazzato con un nuovo motore a turboelica Rolls-Royce 250-B17F.
Il prototipo del T-7 spiccò il suo primo volo nel 2000 e il primo velivolo di serie fu consegnato alla forza armata nel settembre 2002, diventando operativo solamente dal marzo 2003.

## Utilizzatori
Giappone
- Kōkū Jieitai

49 T-7 entrati in servizio dal 2003 e tutti in servizio al novembre 2020.

## Velivoli comparabili
Cile
- Enaer T-35 Pillán

 Francia
- Aérospatiale Epsilon

 Jugoslavia
- Utva Lasta

 Stati Uniti
- Beech T-34 Mentor

 Svizzera
- Pilatus PC-7

### Periodici
- Jeziorski, Andrzej. "T-3 replacement battle re-opens". Flight International, 28 March – 3 April 2000, p. 20.
- Mollet, Andrew. "Japan's T-7 decision saves Fuji's day". Flight International, 9–15 September 1998, p. 31.
- Ripley, Tim. "Military Aircraft Directory". Flight International, 25–31 May 2004, p. 38–73.
- Sobie, Brendan. "Japan's pilots to start T-7 training early next year". Flight International, 12 August 2003.